# کاکتوس محبوبه شب
کاکتوس محبوبه شب (نام علمی: Cereus hexagonus) نام یک گونه از سرده موم‌انجیرها است.